# Будинок Кременчуцької міської управи
Будинок Кременчуцької міської управи — будинок у Кременчуці, що існував з 1803 до 1943 року. Під час Радянсько-німецької війни був зруйнований. Зараз на місці будівлі міської управи перебуває Будинок торгівлі.

## Опис
Кременчуцька міська управа мала два поверхи, була побудована з каменю. На першому поверсі розташовувалися торгові лавки, а на другому — управа, магістрат, зал для виборів, словесний і сирітський суди. Вінчав споруду бельведер з оглядовим майданчиком..
Монументальна будівля міської управи стало головним елементом в ансамблі Торгової площі. Симетрично від нього були зведені два одноповерхових дерев'яних готельних двори з арочними галереями, які перекликалися з мотивами галерей на першому поверсі магістрату. А далі вся площа була забудована дерев'яними і кам'яними крамничками.

Письменник І. Долгорукий, що побував в Кременчуці в 1810 році написав: 
|  | Магістрат і управа становлять одну з найкращих будівель у місті, на ньому бельведер: я входив туди і вид на всі боки прекрасний. |

## Історія

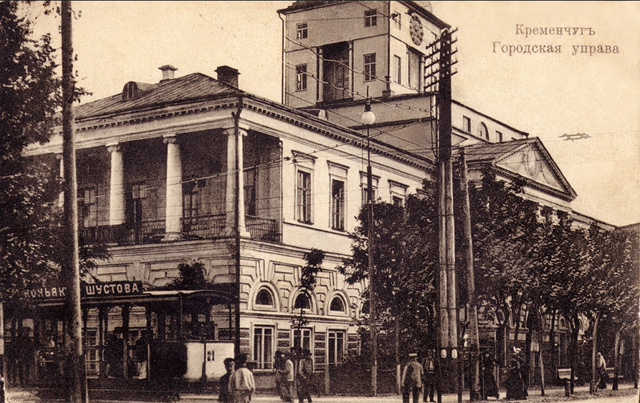
Кременчуцький трамвай біля управи (між 1899 і 1921 роками)

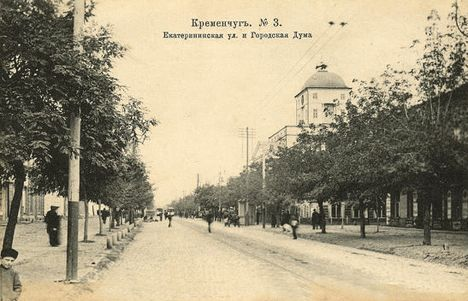
Катерининська вулиця і будинок управи (між 1899 і 1921 роками)

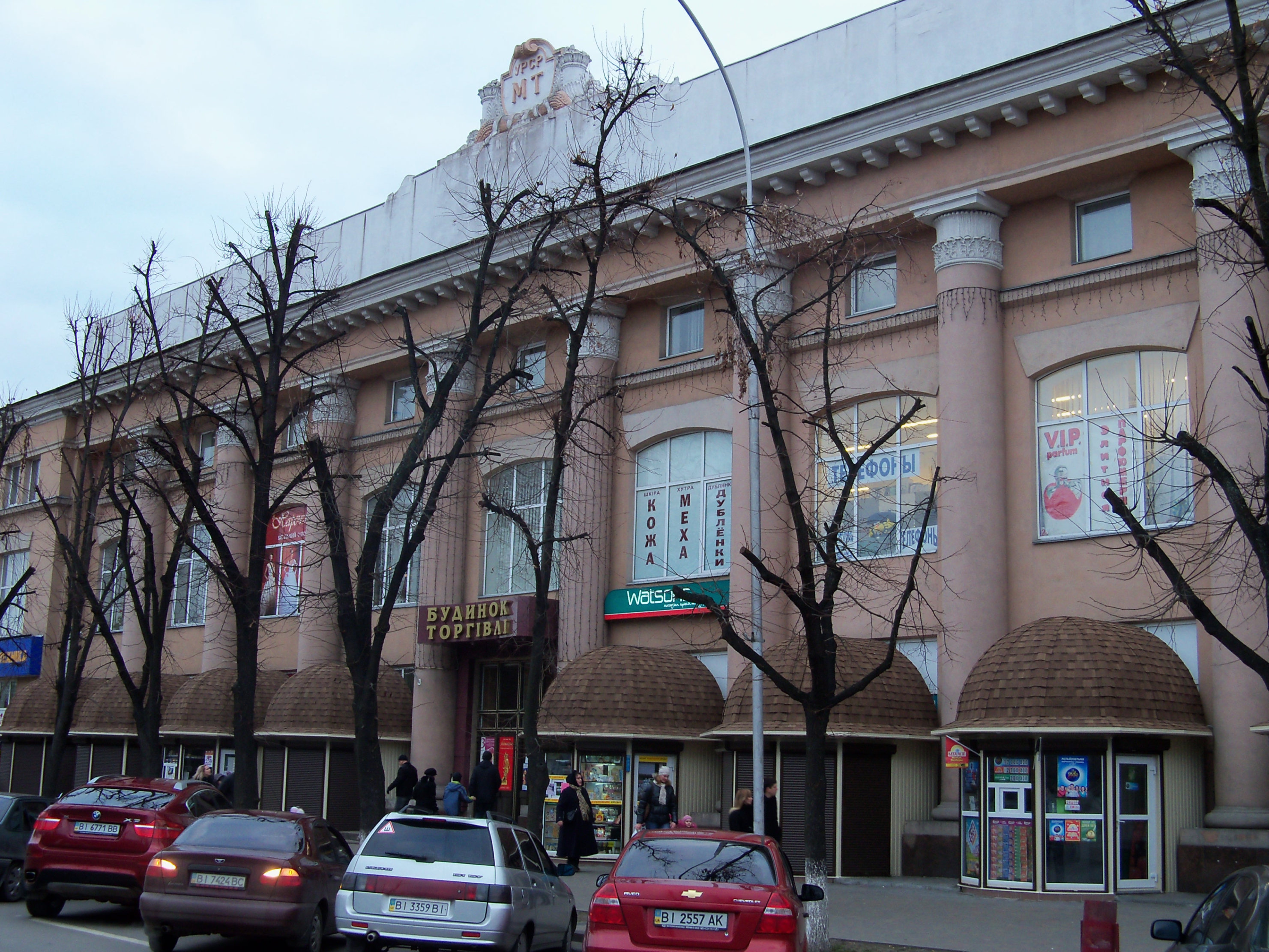
Будинок торгівлі (2012 рік)

### Період Російської імперії
У 1785 році Катериною II була затверджена «Грамота на права і вигоди містам Російської імперії», регламентувала діяльність міської влади. Грамотою передбачалося створення в містах органів місцевого самоврядування — шестигласної управи і магістрату. Міське населення розбивалося на шість розрядів: справжні міські обивателі (домовласники); купці трьох гільдій; члени ремісничих цехів; іногородні й іноземні; імениті громадяни; посадські — старожили міста, які не ввійшли в інші групи. Кожен ряд вибирав по одному представнику — «гласному» з-поміж себе. Виборці спільно голосували за міського голову, який очолює міську управу. Засідання управи проходило раз на три роки. У період між засіданнями управи поточні питання вирішував магістрат, члени якого обиралися городянами на міських зборах.
Органи місцевого самоврядування управляли міськими фінансами, майном, благоустроєм, санітарним станом, народною освітою, пожежним справою, благодійними установами. Міська управа мала право стягувати податок з нерухомості (не більше 1 % від її вартості), а також податок з місця торгівлі та з промисловості. Місто активно розвивалося, зростання промисловості вело до зростання міського бюджету. Бюджет Кременчука був найвищим серед усіх міст Полтавщини.
У 1797 році Кременчуцька управа звернулася до малоросійського губернатора Бакурінського за дозволом знести застарілу будівлю, в якій раніше розташовувалася одна з установ губернського присутствія, а на її місці — на Торговій площі вздовж Катериненської вулиці (зараз вул. Соборна) спорудити нову будівлю для всіх органів самоврядування.
Дозвіл було отримано і в 1799 році у Кременчук з Чернігова надсилається проєкт і кошторис на загальну суму 39 985 рублів 40 копійок. Автор проєкту, ймовірно, був чернігівський губернський архітектор Антон Карташевський. Будівництво вели з 1801 по 1803 рік по підрядку купець Т. Рижков й «іменитий громадянин» Ф. Привалов.
На будівлі був годинник, який відбивав години. Спочатку він був лише з одного боку. У 1912 році було виготовлено та встановлено нового годинника з чотирма циферблатами і електричним підсвічуванням з боку Катерининської вулиці. Його було видно з будь-якої точки міста.
22 червня 1865 року на першому поверсі будівлі відкрився громадський банк — перший банк Кременчука, до 1889 року став одним з найбільших банків Російської імперії.
31 січня 1893 року в приміщенні управи була відкрита міська громадська публічна бібліотека з кабінетом для читання. Під час повеней біля будівлі вивішувалися телеграми про висоту води в містах, що лежать вище Кременчука по Дніпру та по його головних притоках.
1899 року було запущено Кременчуцький трамвай, дві лінії якого перетиналися біля управи. У тому ж році за особливим розпорядженням голови міста Ізюмова Андрія Яковича зал, а також приміщення товариства взаємного страхування від вогню, що розташовувалися в будівлі управи, були надані для зборів Кременчуцького відділення Імператорського російського технічного товариства. До 1900 року (або раніше) будівлю було телефонізовано.
У 1913 році будівлю було відремонтовано з перебудовою парадного входу..

### Визвольні змагання та радянський довоєнний період
Після Лютневої революції, з травня 1917 року паралельно з управою у місті діяла Рада робітничих і солдатських депутатів; міська управа була в її фактичному підпорядкуванні. Після Жовтневої революції, під час визвольних змагань (1917—1921 роки), влада в місті багато разів змінювалася. У жовтні 1917 року в будівлі міської управи на розширеному засіданні Ради робітничих і солдатських депутатів в Кременчуці була проголошена радянська влада. У будівлю міської управи переїздить окрвиконком, окружний комітет партії, міської Ради робітничих і червоноармійських депутатів.
При вступі в місто Добровольчої армії було видано указ «негайно зібратися Міський Думі та Міській управі останнього до-більшовицького складу з вилученням з неї всіх більшовиків і, для заспокоєння населення, всіх євреїв».
У 1918 році в місті випускалися Кременчуцькі міські кредитні бони номіналом 1, 5 і 10 рублів. На зворотному боці було зображено будівлю управи.
У 1926 році ряд будівель, які розташовані біля міської управи, де до революції розміщувалися жіноча гімназія, мануфактурно-галерейний пасаж, друкарня, об'єднують під адміністративний органи. 16 червня 1927 року установи окрвиконкома, окружкому партії і міської Ради переїхали в новий будинок, а в управі розташувався Будинок Червоної Армії.
У 1930-х роках поруч з будівлею управи було споруджено будинок виконкому.

### Німецька окупація і післявоєнний період

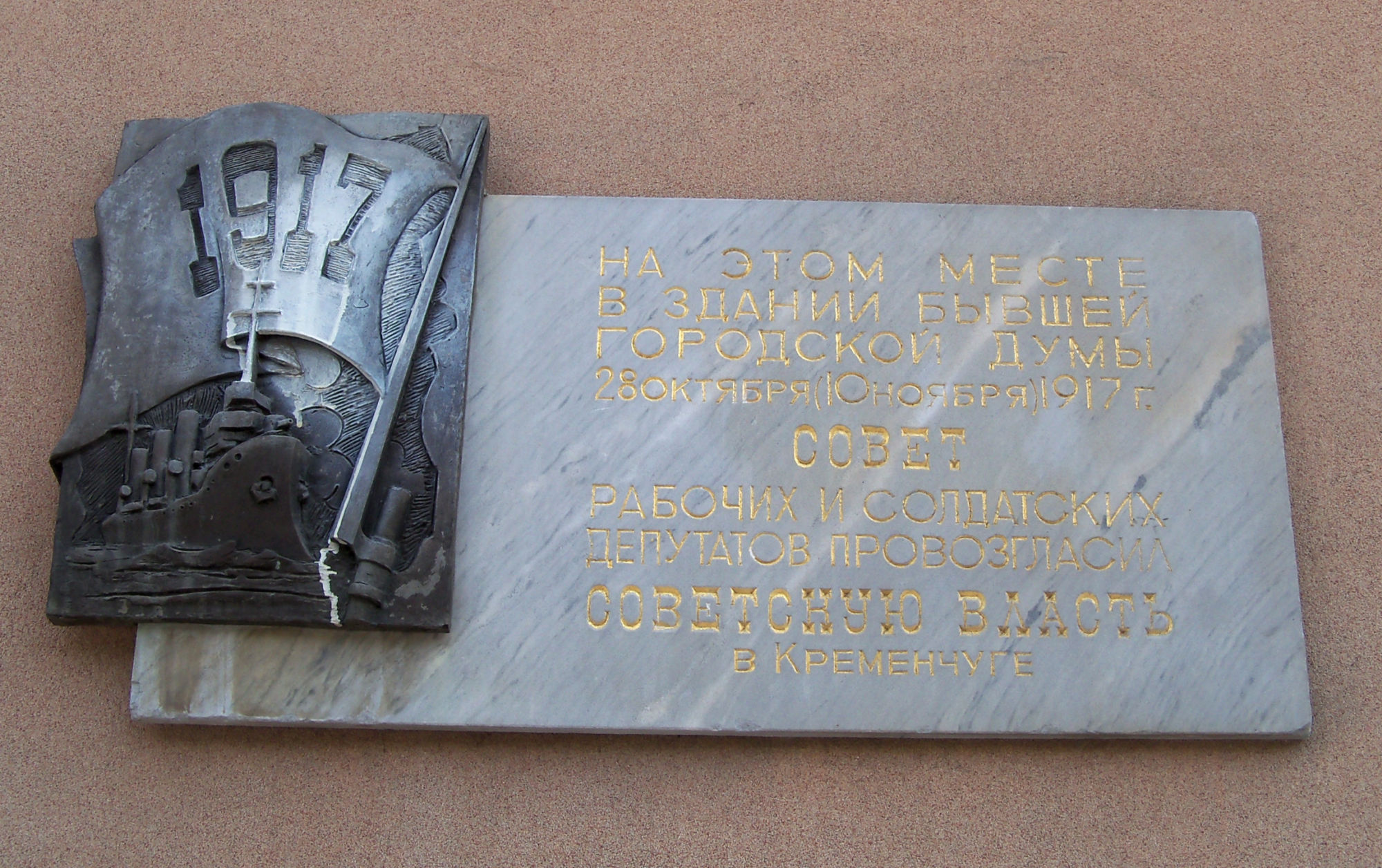
Меморіальна дошка, присвячена встановленню Радянської влади (Під час декомунізації була знята).

У період Другої світової війни, в 1941 році, місто було зайняте німецькими військами. У будівлі управи розташовувалася німецька адміністрація. На другому поверсі розміщувалася штаб-квартира офіцерів, а також готель для вищих ешелонів. У 1943 році, під час відступу з міста, німецькі війська підірвали будівлю міської управи (всього під час війни було знищено понад 95 % міста).
Будівля не підлягало відновленню, руїни були розібрані. Після війни почалася активна забудова міста. У 1961 році на місці будівлі управи було побудовано Будинок торгівлі у стилі радянського класицизму (вулиця Соборна, будинок 16/9). На будівлі була встановлена мармурова пам'ятна дошка, присвячена прийняттю в будівлі міської управи рішення щодо встановлення радянської влади (демонтована в 2016 році рамках декомунізації). Для органів самоврядування було побудовано нову будівлю на площі Перемоги.